# Franciszek Wójcik
Franciszek Wójcik (17. října 1863 Wyciąże – 3. ledna 1941 Wyciąże) byl rakouský politik polské národnosti z Haliče, na počátku 20. století poslanec Říšské rady, v meziválečném období poslanec Sejmu a ministr vlády Polské republiky.

## Biografie
Pocházel ze zemědělské rodiny. Vychodil čtyřtřídní národní školu. Zastával funkci člena okresního výboru a starosty domovské obce Wyciąże.
V roce 1895 byl coby kandidát Polské lidové strany zvolen za poslance Haličského zemského sněmu. Zemským poslancem byl do roku 1901. Opětovně zasedal na zemském sněmu v letech 1907–1913. Patřil mezi zakladatele Polské lidové strany v Haliči a v období let 1903–1913 zasedal v jejím vedení. Po rozkolu ve straně přešel do formace Polská lidová strana levice. I v ní zasedal ve vedení strany.
Působil také coby poslanec Říšské rady (celostátního parlamentu Předlitavska), kam usedl ve volbách do Říšské rady roku 1907, konaných poprvé podle všeobecného a rovného volebního práva. Byl zvolen za obvod Halič 40.
V roce 1907 byl uváděn jako člen Polské lidové strany. Po volbách roku 1907 byl na Říšské radě členem poslaneckého Polského klubu. V době svého parlamentního působení je uváděn jako zemědělec ve Wyciąże.
Jeho politická dráha pokračovala i v meziválečném Polsku. Od roku 1919 do roku 1922 byl poslancem ústavodárného Sejmu. Od 29. prosince 1918 do 16. ledna 1919 zastával post ministra bez portfeje ve vládě Jędrzeje Moraczewského. V období let 1927–1931 byl členem Polské strany lidové „Piast”, v níž od roku 1930 do roku 1931 působil coby člen předsednictva. Následně přešel do nového subjektu Stronnictwo Ludowe, v němž zastával v letech 1931–1935 a 1938–1939 post v předsednictvu.